# Austrolimnophila (Austrolimnophila) persessilis
Austrolimnophila (Austrolimnophila) persessilis is een tweevleugelige uit de familie steltmuggen (Limoniidae). De soort komt voor in het Neotropisch gebied.